# Jemenský vilájet
Jemenský vilájet (arabsky ولاية اليمن‎, Wilajat al-Jaman, osmansky ولايت یمن‎, Vilâyet-i Yemen) byla administrativní jednotka nejvyšší úrovně (vilájet) Osmanské říše na jihozápadě Arábie od roku 1872 do roku 1916. Na začátku 20. století měl údajně rozlohu 200 000 km². Osmanské sčítání z roku 1885 uvádí počet obyvatel jako 2 500 000.
Vilájet zahrnoval celé území od jižní hranice Hidžázského vilájetu, jižně od města Al-Lith, tedy zhruba mezi 20. rovnoběžkou severní šířky a Adenským protektorátem na jihu, Rudým mořem na západě a 45. poledníkem východní délky na východě. Jižní hranice byla vymezena britsko-tureckou hraniční komisí v letech 1902–1905, zatímco východní hranice byla ponechána vágní.

## Dějiny
Osmané ze po dobytí Jemenu v roce 1517 ustanovili Jemenský ejálet. Ve třicátých letech 19. století nastal v důsledku vnitřních třenic úpadek zajdíjovského imamátu a po Krymské válce Osmanská říše přezbrojila armádu, což jí umožnilo obsadit severní Jemen a nakonec v roce 1872 obsadit i Saná. Téhož roku zde v souladu s reformami tanzimat zřídili Jemenský vilájet, který zahrnoval většinu území bývalého ejáletu. Přesto byla osmanská kontrola z převážně omezena na města a formálně byla uznávána vláda zajdíjovského imáma nad horním Jemenem.
Poté, co dostal oblast Saná od roku 1872 pevně pod kontrolu, se Ahmed Muhtar paša pustil do restrukturalizace správy jemenského vilajetu a rozdělil jej na čtyři sandžaky, přičemž město Saná bylo správním střediskem celého vilájetu. Asír se stal sandžakem Jemenu v roce 1872.

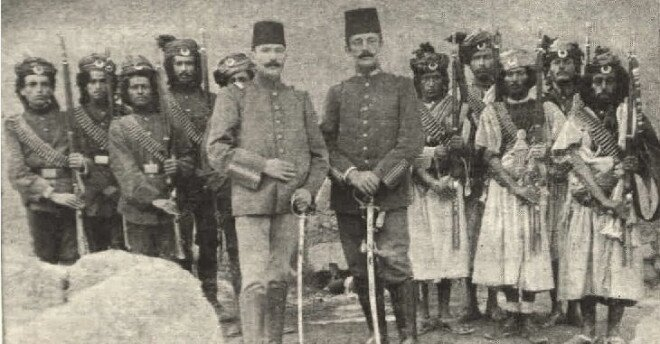
Turečtí důstojníci s jemenskými vojáky a ozbrojenci před první světovou válkou

Na konci 19. století se Zajídiové vzbouřili proti Turkům a imám Mohammed ibn Jahjá založil dědičnou dynastii. Když v roce 1904 zemřel, jeho nástupce imám Jahjá ibn Mohammed vedl  v letech 1904 – 1905 povstání proti Turkům a donutil je udělit Zajídiům důležité ústupky. Osmané souhlasil se stažením občanského zákoníku a obnovením práva šaría v Jemenu.
V roce 1906 se vůdci Idrisiů z Asíru vzbouřili proti Osmanům. Do roku 1910 ovládli většinu Asíru, ale byli nakonec poraženi tureckými a hidžázskými silami.
Ahmet İzzet paša uzavřel v říjnu 1911 smlouvu s imámem Jahjou, podle níž byl uznán jako světská a duchovní hlava Zajidiů, dostal právo jmenovat jim úředníky a vybírat od nich daně. Osmané udržovali svůj systém vlády  částech Jemenu, kde měli většinu sunnité.
Britsko-turecká smlouva podepsaná v březnu 1914 vymezila hranici mezi Jemenem a Adenským protektorátem. Když vypukla první světová válka, imám Jahjá zůstal sultánovi formálně loajální, ale zároveň se pokusil vyjednávat s Británií. Na rozdíl od toho se Asír připojil k Británii od počátku války. Arabské povstání v Hidžázu odřízlo Jemen od zbytku Osmanské říše a imám využil příležitosti a ustanovil svou moc nad celým Jemenem.
Turecké síly se stáhly v roce 1918 a imám Jahjá posílil svou kontrolu nad severním Jemenem a vytvořil Mutawakkilitské království Jemenu.

## Správci
Váliové Jemenského vilájetu:

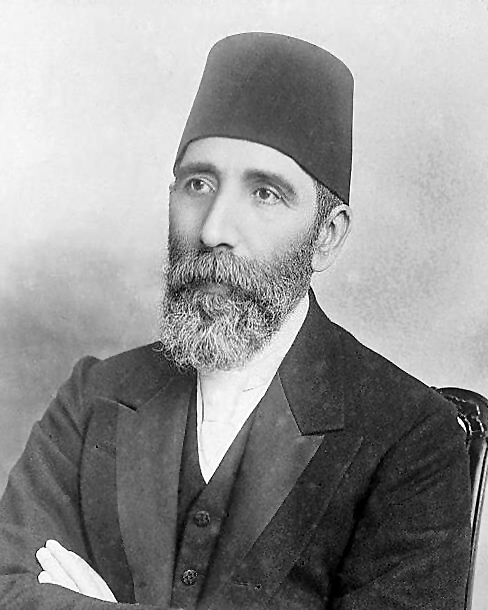
Hüseyin Hilmi paša, správce Jemenského vilájetu v letech 1898 – 1902

- Katircioglu Ahmed Muhtar paša (září 1871 – květen 1873)
- Ahmed Eyyub paša (květen 1873 – duben 1875)
- Mustafa Asim paša (duben 1875 – duben 1879)
- Botgoriceli Ismail Hakki paša (prosinec 1879 – prosinec 1882)
- Mehmed Izzet paša (prosinec 1882 – prosinec 1884)
- Ahmed Fayzi paša (poprvée) (prosinec 1884 – prosinec 1886)
- Ahmed Aziz paša (prosinec 1886 – prosinec 1887)
- Topal Osman Nuri paša (prosinec 1887 – červen 1889)
- Potirikli Osman Nuri paša (June 1889 – květen 1890)
- Botgoriceli Ismail Hakki paša (květen 1890 – duben 1891)
- Hasan Edip paša (duben 1891 – prosinec 1891)
- Ahmed Fayzi paša (podruhé) (prosinec 1891 – květen 1898)
- Hüseyin Hilmi paša (květen 1898 – říjen 1902)
- Çerkes Abdullah Reshid paša (říjen 1902 – srpen 1904)
- Biren Mehmed Tevfik paša (srpen 1904 – srpen 1905)
- Ahmed Fayzi paša (potřetí) (srpen 1905 – říjen 1908)
- Hasan Tahsin paša (říjen 1908 – leden 1910)
- Kamil Bey (leden 1910 – duben 1910)
- Mehmed Ali paša (duben 1910 – listopad 1911)
- Akdilek Mahmud paša (listopad 1911 – prosinec 1918)

## Administrativní dělení

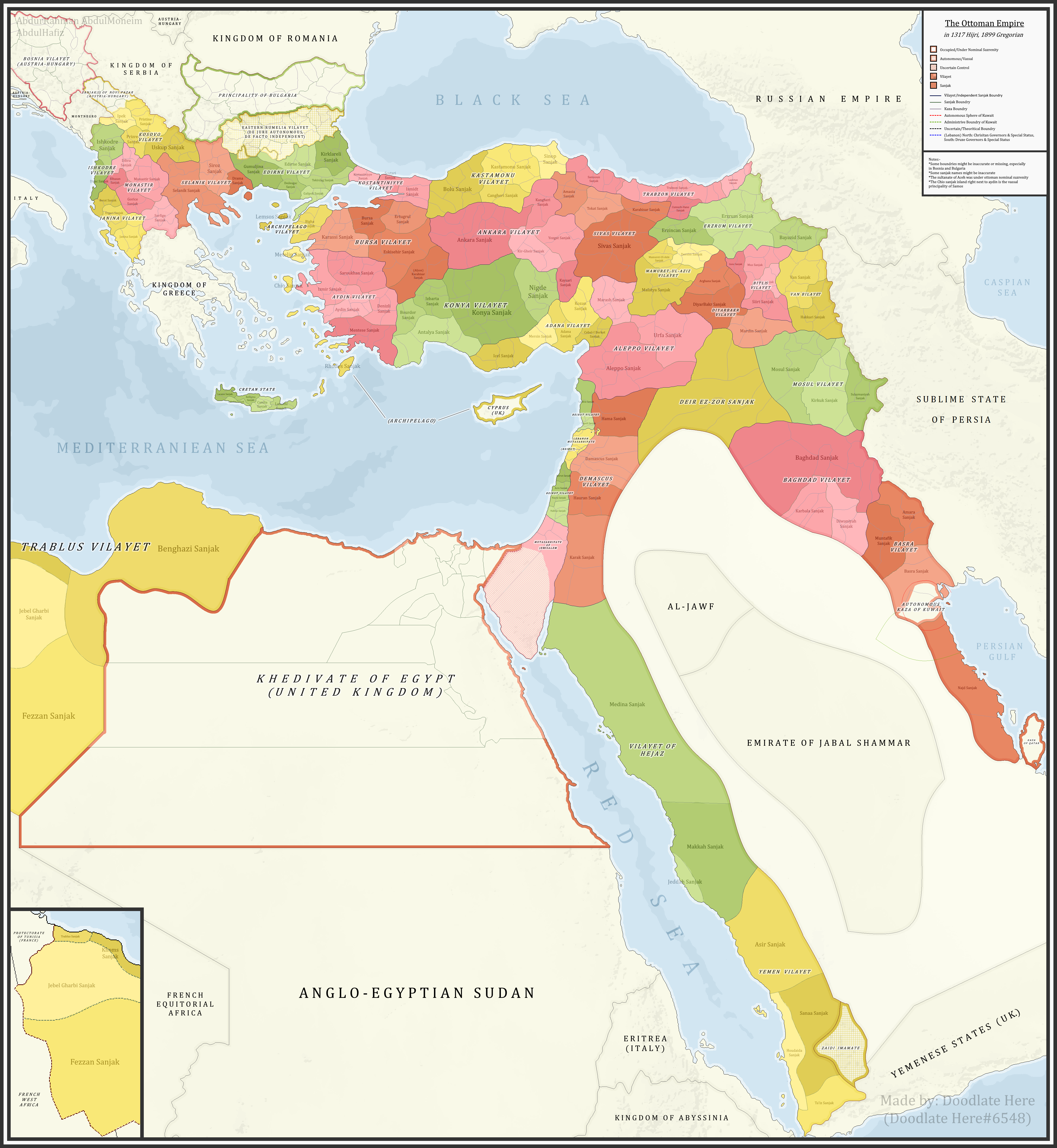
Mapa zobrazující administrativní rozdělení Osmanské říše v roce 1899 včetně Jemenského vilájetu a jeho sandžaků

Sandžaky, přibližně v roce 1876:
1. Sanánský sandžak
2. Hudajdský sandžak
3. Asírský sandžak[9]
4. Taizský sandžak